# عرفي الشيرازي
عرفي الشيرازي (963 - 999 هـ) هو شاعر فارسي ، من أهل شيراز.

## ترجمته
هو السيد جمال الدين محمد ابن زين الدين ، وقيل بدر الدين علي بن جمال الدين الحسيني الشيرازي ، المعروف بعرفي. ولد في شيراز سنة 963 هـ وفي سنة 990 هـ هاجر إلى الهند وسكن الدكن ، وبعدها انتقل إلى فتح پور ، فقضى أكثر حياته في الهند ، وبها تتلمذ على أبي الفتح الگيلاني. عاصر الملك جلال الدين أكبر شاه المغولي امبراطور الهند و حظي لديه. توفي في لاهور سنة 999 هـ ودفن بها ، وقيل دفن في النجف.

## آثاره
له «جواهر عمان» و «ترجمة الشوق» ، ورسالة في «التصوف» باسم «نفسية» ، وله من المثنويات «مجمع الأبكار» و «فرهاد وشيرين» وله ديوان شعر.